# 五大道街道
五大道街道，是中华人民共和国天津市和平区下辖的一个街道办事处。
五大道街道的东、西北、西南3面分别与和平区的小白楼街道、南营门街道、新兴街道相邻。东南毗邻河西区。

## 沿革
五大道街道原属于天津英租界，大致开发于1903年到1928年之间，传统上为高级住宅区，今日以“五大道”著称。
- 1952年属五区，为黄家花园、常德道、汉阳道、土山花园、复兴公园等街公所。
- 1955年5月，街公所更名为街道办事处。
- 1956年属新华区，6月调整为黄家花园、常德道、汉阳道等街道。
- 1958年8月，当时的汉阳道街道办事处、黄家花园街道办事处部分辖区合并，并因界内标志性建筑人民体育馆而得名体育馆街道办事处。9月，改属和平区。
- 1960年4月合并为民园公社、东亚仁立公社（体育馆公社）；8月，原新兴街公社撤销，部分辖区并入体育馆公社（1962年1月划出恢复新兴街公社）。
- 1962年10月恢复为民园、体育馆2个街道。
- 2014年1月26日，天津市民政局批复同意体育馆街道办事处更名为五大道街道办事处[2]。

## 行政区划
五大道街道下辖以下社区：
育文坊社区、友谊里社区、文化里社区、福林里社区、尚友里社区、泰来里社区、湖南路社区、澳门路社区、三盛里社区、安乐村社区、国际公寓第一社区、华荫南里社区和国际公寓第二社区。

## 历史文化街区
该区域内有22条道路，总长度17公里，拥有上世纪2、30年代建成的英、意、法、德、西班牙等不同风格的小洋楼2000多座，其中风貌建筑和名人名居300余处，是天津异国风貌建筑的集聚区，素有“万国建筑博览会”之称。
2011年，被市规划局确定为“五大道历史文化街区”。 